# Rickard Claesson
Rickard Claesson (* 19. März 1977 in Kinnarumma) ist ein schwedischer Fußballspieler. Der Torwart spielte in seiner bisherigen Karriere in Schweden und Norwegen.

## Werdegang
Claesson spielte in der Jugend bei Rydboholms SK und Norrby IF. Für letzteren debütierte er 1997 in der zweithöchsten schwedischen Spielklasse. Im folgenden Jahr wechselte er zum Drittligisten Skene IF, bei dem er zum Stammtorhüter avancierte. Daraufhin nahm ihn 2000 der Erstligist IFK Göteborg unter Vertrag. Dort kam ihm jedoch hinter Bengt Andersson nur die Rolle des Ersatzmannes zu. Anfang 2005 verließ er daher nach fünf Jahren ohne Spieleinsatz in der Allsvenskan den Klub in Richtung Sandareds IF. Den Drittligisten betreute er als Spielertrainer.
2006 wechselte Claesson ins Ausland und schloss sich dem norwegischen Klub Raufoss IL an, der in der dritten Liga um den Wiederaufstieg in die Adeccoligaen spielte. Dort war er auf Anhieb Stammspieler und stieg am Ende seines ersten Jahres in Norwegen in die Zweitklassigkeit auf. Dort stand er mit der Mannschaft im Abstiegskampf, war aber bis zum Sommer Stammtorhüter und bestritt 18 Zweitligapartien. Im August verdrängte ihn sein vom IFK Göteborg ausgeliehener Landsmann Alexander Nadj zwischen den Pfosten. Zwar erreichte die Mannschaft sportlich mit dem elften Tabellenrang einen Nicht-Abstiegsplatz, der Verein erhielt jedoch für das folgende Jahr keine Lizenz und musste zwangsabsteigen. Dennoch blieb er dem Klub in der Drittklassigkeit treu und war erneut Stammtorhüter. Ende 2008 stand er nach einem Probetraining bei IF Elfsborg kurz vor der Rückkehr in den schwedischen Fußball, entschied sich aber letztlich zur Vertragsverlängerung bei Raufoss IL.